# Opération Épidote
 (janvier 2021).

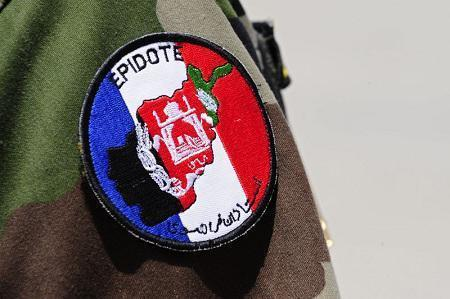
insigne de manche de l'opération Epidote

L’opération Épidote est le nom donné à la formation des militaires de l'armée nationale afghane (ANA) par des militaires français, en Afghanistan. Par extension, le terme d'Épidote est également le nom donné au détachement qui, par rotation, assure cette formation.

## Déroulement de l'opération
La France assure de 2002 au 1er décembre 2014, la formation des officiers afghans amenés à servir dans les domaines suivants :
- formation initiale des officiers ;
- formation des officiers d’état-major au sein du Command and staff college (CvSC) ;
- formation spécialisée, sous forme de détachements d’instruction opérationnelle (DIO), dans les domaines du renseignement et de l’administration.

Les militaires français ont achevé leur mission le 9 janvier 2014. Toutefois, une vingtaine des 60 militaires français que constituait le détachement Epidote continue à assister les instructeurs afghans et les cadres dans les domaines du commandement, de la tactique et du tir jusqu'à la dissolution de la mission. 
Environ 20 000 militaires afghans ont été instruits dans le cadre de cette opération.

## Organisation

### Command and staff college (CSC)
Le CSC est l'équivalent afghan de l'École de Guerre. Les stagiaires du CSC sont des officiers supérieurs ou généraux des forces de sécurité afghanes. Au sein du CSC, 35 instructeurs français issus des trois armées ont pour mission de conseiller les formateurs afghans afin de les amener progressivement à une complète autonomie. Ils servent comme instructeurs pour les deux plus anciens stages créés :
- Le Command and General Staff Course (CGSC), créé en 2004 et précurseur du CSC, qui est l’équivalent de l'école d'état-major de l'armée de terre française et s'adresse aux commandants et jeunes lieutenants-colonels. 1 500 officiers supérieurs afghans ont déjà suivi cette formation.
- Le Higher Command Staff Course (HCSC, créé en 2006), équivalent du Collège interarmées de Défense français, qui forme des colonels, futurs commandants de brigade.

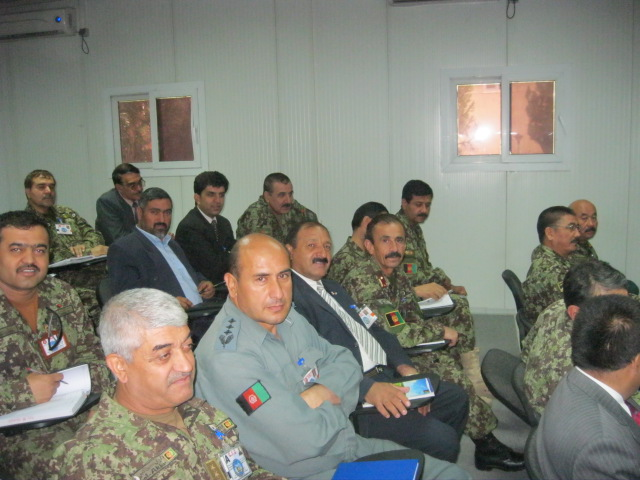
Stagiaires afghans du cours SCSC

Les autres formations du CSC sont encadrées respectivement par les Américains pour le Strategic Command and Staff Course (SCSC) destiné aux généraux destinés à exercer de hautes fonctions au sein du ministère de la Défense, et les Canadiens pour le Junior Officer Staff Course (JOSC) destiné aux futurs capitaines et commandants (ces deux stages ont été créés au début 2009, date de la création formelle du CSC). Les stagiaires du SCSC suivent une formation en stratégie, logistique et planification militaire. Ils ont également des cours de français quotidiens, assurés par un officier issu des forces armées françaises. 

Épidote a également en charge l’assistance à la formation initiale des officiers (chefs de section et commandants d’unité).

### Détachements d’instruction opérationnelle (DIO)
Épidote est également chargé de la formation spécialisée dans les domaines du renseignement (3 à 4 stages par an) et de l’administration au profit des officiers afghans. Cette formation est conduite, sous forme de détachements d’instruction opérationnelle (DIO), 

#### DIO Rens
Le DIO organise ponctuellement deux stages de trois mois chaque année. Chaque stage concerne 25 à 30 officiers afghans. Les stagiaires sont formés à la direction du renseignement militaire (DRM) afghane, dans les locaux de l'"Intel School", l'école du renseignement située au fort de Bala Hissar à Kaboul.
De novembre 2004 à 2009, le DIO Rens a formé 350 officiers qui occupent des fonctions soit à la DRM afghane soit dans des unités de renseignement de terrain.
La formation des officiers de renseignement afghans comprend trois niveaux :
- un niveau basique, pris en charge par les Américains ;
- un niveau avancé, dans lequel la formation est effectuée par les Allemands, les Américains et les Français ;
- un niveau supérieur entièrement dispensé en France, au Centre de formation interarmées au renseignement (CFIAR) de Strasbourg.

## Effectifs et commandement
Le détachement Épidote comporte 60 militaires venant de différentes écoles de formation de l'armée de terre française. Ses effectifs ont augmenté de 50 % depuis début 2009 afin d’assurer la montée en puissance de l’école logistique en partenariat avec l’armée allemande, et la montée en puissance du CSC. Ce détachement est commandé par un colonel ou un lieutenant-colonel.

Depuis la création de l'école d'Etat-major, les chefs de détachement successifs ont été :
- Le lieutenant-colonel Jean LARONCE, venant de l'école d'état-major de Compiègne, commande l'opération EPIDOTE depuis le 2 août 2004 (DIO 9 : août à octobre 2004, DIO 10 : novembre 2004 à janvier 2005, et DIO 11 : février à avril 2005).

- Le lieutenant-colonel Jean-Michel MARTIN (DIO 8 : avril à juillet 2004) de l'école d'état-major de Compiègne ;

- Le lieutenant-colonel Gabriel NICOLAS (DIO 7 : janvier à avril 2004) de l'école d'état-major de Compiègne.

Le 2 mai 2005 a vu la passation de commandement au sein du détachement d'instruction opérationnelle auprès de l'armée afghane, en vue d'approfondir la formation.
Le lieutenant-colonel Gaëtan Sevin, issu du 8e RA basé à Commercy, a ainsi succédé au lieutenant-colonel Laronce. Il a la charge d'accompagner le montée en puissance de l'ANA. La particularité de ce nouveau mandat est en effet d'assurer le passage d'une instruction des officiers d'état major depuis 12 jusqu'à 16 semaines. Ce cursus amélioré devient ainsi le même que celui des officiers français, avec un module supplémentaire de 4 semaines centré sur les appuis (Génie, artillerie, logistique).
Le colonel Manges lui succède en mai 2006. Le 3 mai 2007, le colonel Peltier le relève à son tour.[réf. souhaitée]